# Vesterbro Festival
Vesterbro Festival er en musikfestival på Vesterbro i København. Festivalen har eksisteret siden 2003, og satser primært på nye bands fra undergrundsmiljøet. I 2009 og 2010 brugte festivalen navnet "Start Festival". 
Lyd- og lysfolkene er professionelle, men ellers er festivalen baseret fuldstændigt på frivilligt arbejde.
I 2013 blev festivalen afholdt den 10. og 11. maj, og denne gang blev den ud over Øksnehallen, Underhuset og PH-cafeen også afholdt i Gethsemane Kirke. Blandt de optrædende bands var Von Dü. 